# 稚内市開基百年記念塔・北方記念館
稚内市開基百年記念塔・北方記念館（わっかないしかいきひゃくねんきねんとう・ほっぽうきねんかん）は、北海道稚内市にある展望塔及び展示施設。稚内公園内にあり、地上部は2階建ての記念館、その上に稚内市や周辺の海、島を望むことが可能な展望塔が聳え立っている。建物は記念館と塔が組み合わさってできており、塔頂部の展望台まで小さなテレビ画面付きのエレベーターが設置されている。所在地は北海道稚内市ヤムワッカナイ。

## 概要
記念館・塔が建設されたのは1978年7月1日である。これは1879年に現在の宗谷地方へ宗谷村が設置され、役所などが正式に置かれた同年を稚内市の開基としてから100周年を記念し建てられたもの。稚内はその後1949年に市制が敷かれ、北海道内で14番目の市となる。1978年7月1日に稚内市は開基百年、市制の施行より30周年を迎え、稚内公園にある丘陵に記念館・塔が建設されることとなった。
記念館が位置する場所は海抜170メートルの丘であり、塔は地上80メートルの高さの鉄筋コンクリート造で、外販の色は塗装ではなく耐候性鋼の錆によるもの。地上1階部と2階部に北方記念館が置かれており、内部は主に稚内市や北海道北部に関連した資料が展示されているほか、樺太に関連した資料もある。また、各コーナーに分かれた内部はテーマ別で構成されており、日本とロシアの友好を打ち出したものや自然・動物などを題材にしたコーナーが特徴である。
塔頂部の展望室は地上70メートルの高さに位置しており、四方をガラスで囲まれている。天気の良好な日には稚内市の周囲に広がる海が見えるほか、周辺の利尻島・礼文島および北に位置する樺太も見ることが可能である。また、南側はサロベツ原野や宗谷海峡も位置しており、展望室内は有料の双眼鏡も設置されている。
記念館および展望塔が開館となるのは通例4月下旬からであり、10月末には閉館となる。営業時間は午前9時から午後5時、入場料は400円（中学生以下は半額）である。同じ稚内公園内には氷雪の門や九人の乙女の像が位置する。